# Ladislas Vajda
Pour les articles homonymes, voir Vajda.
Ladislas Vajda, (hongrois : Vajda László ; espagnol : Ladislao Vajda), né le 18 août 1906 à Budapest (Autriche-Hongrie), mort le 25 mars 1965 à Barcelone (Espagne), est un réalisateur, scénariste et monteur hongrois naturalisé espagnol, qui a travaillé au Royaume-Uni, en Hongrie, en France, en Italie, en Espagne, au Portugal, en Suisse et en Allemagne.
Figure clef de la scène cinématographique espagnole des années 1940 et 1950, il s'est fait connaître avec Marcelin, Pain et Vin. Ses films ont été en lice, une fois pour l'Ours d'or à la Berlinale et à plusieurs reprises pour la Palme d'or au festival de Cannes, où il a fait partie du jury en 1958.

## Biographie
Né László Vajda, il est le fils d'une soprano et du célèbre acteur, réalisateur et décorateur du même nom, László Vajda (connu en français sous le nom Ladislaus Vajda). Il a commencé sa carrière en tant que scénariste dans des films muets autrichiens et allemands, et a travaillé comme monteur dans les années 1930 aux côtés de Billy Wilder et Henry Koster. Au cours de ces années, il a également travaillé comme directeur artistique. Il a été le scénariste de Loulou de Georg Wilhelm Pabst (1929), l'un des films les plus célèbres du cinéma muet.
L'une de ses premières réalisations est Haut comme trois pommes (1936), une comédie française coréalisée avec Pierre Ramelot. L'année suivante, il réalise le mélodrame hongrois Ma fille ne fait pas ça d'après la pièce de Kálmán Csathó. En 1938, l'année précédant le début de la Seconde Guerre mondiale, il quitte la Hongrie en raison des menaces nazies et de ses origines juives et s'installe à Paris, puis en Italie, où il réalise deux longs métrages, La zia smemorata (1941) et L'Enfant du meurtre (1941) avec Conchita Montenegro. L'interdiction par Mussolini du second l'incite à se rendre en Espagne, où il s'installe. Il considère d'abord cet exil comme provisoire, mais en 1952, il reçoit la Croix d'Isabelle la Catholique et devient finalement citoyen espagnol en 1954. Dès son arrivée, il tourne Se vende un palacio (es) (1943), un film avec Mary Santamaría (es), Roberto Rey et José Nieto. Il tourne également au Portugal à cette époque, en partie dans des productions portugaises comme Três Espelhos en 1947) et en partie dans des coproductions luso-espagnoles comme O Diabo São Elas en 1945 ou surtout Barrio (1947), d'après le roman Les Fiançailles de monsieur Hire de Georges Simenon et sur un scénario écrit par l'humoriste Tono (es) et Enrique Llovet (es), à mi-chemin entre le mélodrame et le film policier.
Plus tard viendront des titres avec Antonio Casal (es) dans le rôle principal, comme Te quiero para mí (1949), un film qui marque les débuts d'une très jeune Sara Montiel. D'autres films avec Antonio Casal sont : Doce lunas de miel (ca) (1944) et Cinco lobitos (1945), adaptation d'une pièce de Serafin et Joaquin Álvarez Quintero (es).
Vajda tourne également en Angleterre La Madone d'or (1949), un film d'aventure avec Phyllis Calvert et Michael Rennie, et Amours perdues (en) (1950).
Les années 1950 sont marque l'apogée de sa carrière. Dans les films de cette période, se fait sentir l'influence du réalisateur allemand Fritz Lang, en particulier dans ses atmosphères suggestives, sa dynamique narratif et son esthétique dérivée de l'expressionnisme allemand, qu'il n'a jamais abandonnée. Un des premiers films de cette période est La Charge infernale (1953), avec Pepe Isbert. Mais c'est avec Marcelin, pain et vin (1955) que Vajda obtient son plus grand succès international, mettant en scène Pablito Calvo devient célèbre dans le rôle d'un garçon abandonné recueilli par un couvent de frères franciscains. S'inscrivant dans le genre du cinéma religieux, très prisé par le régime franquiste, il parvient à dépasser les stéréotypes grâce à un traitement imaginatif du sujet. Le même Pablito Calvo jouera dans Le Muchacho (1956) et Un ange est passé sur la ville (1957), dans lequel figurent également Pepe Isbert et la vedette internationale Peter Ustinov. Pour ce dernier film, l'ambiance new-yorkaise reconstituée de manière convaincante dans la banlieue de Madrid.
L'un des titres les plus marquants de Vajda est Ça s'est passé en plein jour (1958), un thriller sur un tueur en série de jeunes filles, coproduit par l'Espagne, l'Allemagne et la Suisse, et adapté du roman du Suisse Friedrich Dürrenmatt, qui a également écrit le scénario du film. Des années plus tard, l'auteur suisse publiera le scénario sous forme de roman sous le titre La Promesse (1958). Trois autres versions de la même histoire ont été réalisées, la plus récente étant The Pledge (2001), réalisée par Sean Penn et interprétée par Jack Nicholson.
La majeure partie de la filmographie de Vajda a été saluée par la critique et le public : Marcelin, pain et vin et Le Muchacho ont été primés au Festival de Cannes et à la Berlinale ; Après-midi de taureaux a été nommé pour la Palme d'or et Ça s'est passé en plein jour pour l'Ours d'or.
Au cours des années 1960, Vajda réalise plusieurs œuvres mineures en Allemagne et en Espagne.
Il meurt à Barcelone en 1965, à l'âge de 58 ans, d'une crise cardiaque, alors qu'il tourne Aventure à Beyrouth, avec Sara Montiel,.

## Filmographie

### Comme réalisateur
- 1932 : Where Is This Lady? (en), coréalisé avec Victor Hanbury
- 1933 : Love on Skis
- 1935 : Halló Budapest!
- 1936 : Haut comme trois pommes, coréalisé avec Pierre Ramelot
- 1936 : Szenzáció
- 1936 : Három sárkány
- 1936 : Ember a híd alatt
- 1937 : Le Diamant tragique (en) ou Le Trésor dans la jungle (Wings Over Africa)
- 1937 : A kölcsönkért kastély (hu)
- 1937 : Ma fille ne fait pas ça (Az én lányom nem olyan)
- 1937 : La Femme du général Ling (en) (The Wife of General Ling)
- 1938 : Fekete gyémántok (en)
- 1938 : Döntö pillanat
- 1938 : Magdát kicsapják (en)
- 1938 : Péntek Rézi (en)
- 1939 : Sébastopol (film resté inachevé)
- 1940 : La zia smemorata
- 1941 : L'Enfant du meurtre ou Complot à Florence (Giuliano de' Medici)
- 1943 : Palais à vendre (es) (Se vende un palacio)
- 1944 : Doce lunas de miel (ca)
- 1944 : Te quiero para mí
- 1944 : El testamento del virrey
- 1945 : O Diabo São Elas
- 1945 : Cinco lobitos
- 1947 : Três Espelhos
- 1947 : Barrio (Viela, Rua Sem Sol)
- 1948 : Call of the Blood (Il richiamo del sangue)
- 1949 : La Madone d'or (La madonnina d'oro)
- 1950 : Amours perdues (en) (The Woman with No Name)
- 1950 : Séptima página (es)
- 1950 : Héros sans uniforme (Sin uniforme)
- 1952 : La Danseuse de Cadix (Ronda española)
- 1953 : Mascarade d'amour (Doña Francisquita)
- 1953 : La Charge infernale (Carne de horca)
- 1954 : L'Aventurier de Séville (Aventuras del barbero de Sevilla)
- 1955 : Marcelin, Pain et Vin (Marcelino pan y vino)
- 1956 : Après-midi de taureaux (Tarde de toros)
- 1956 : Le Muchacho (Mi tío Jacinto)
- 1957 : Un ange est passé sur la ville (Un angelo è sceso a Brooklyn) (+ producteur)
- 1958 : Ça s'est passé en plein jour (Es geschah am hellichten Tag)
- 1959 : L'Homme-miracle (Ein Mann geht durch die Wand)
- 1960 : María, matrícula de Bilbao
- 1961 : Filles perdues (Die Schatten werden länger)
- 1961 : Drôle de menteur (Der Lügner)
- 1963 : Les Tueurs du R.S.R.2 (Das Feuerschiff)
- 1963 : Une jeune fille presque convenable (de) (Ein fast anständiges Mädchen)
- 1965 : Aventure à Beyrouth (La dama de Beirut)

### Comme scénariste
- 1923 : Die Lawine
- 1927 : Die Czardasfürstin
- 1930 : Tarakanova
- 1936 : Ember a híd alatt
- 1940 : La zia smemorata
- 1950 : Amours perdues (en) (The Woman with No Name)
- 1953 : Histoire de trois amours (The Story of Three Loves) de Gottfried Reinhardt et Vincente Minnelli
- 1953 : Mascarade d'amour (Doña Francisquita)
- 1955 : Marcelin, pain et vin (Marcelino pan y vino)
- 1956 : Le Muchacho (Mi tío Jacinto)
- 1957 : Un ange est passé sur la ville (Un angelo è sceso a Brooklyn)
- 1958 : Ça s'est passé en plein jour (Es geschah am hellichten Tag)
- 1960 : María, matrícula de Bilbao
- 1961 : Filles perdues (Die Schatten werden länger)
- 1965 : Aventure à Beyrouth (La Dama de Beirut)

### Comme monteur
- 1932 : Une nuit à Vienne de Victor Janson
- 1935 : Ball im Savoy
- 1936 : Café Moszkva